# Capitols de Madison
Les Capitols de Madison sont une franchise amatrice de hockey sur glace situé à Madison dans l'État du Wisconsin aux États-Unis. Elle est dans la conférence de l'est de USHL.

## Historique
L'équipe a été créé en 1984 et évolue à Madison durant onze saisons, elle porte le nom des Capitols de Madison de 1984 à 1991 puis de 1991 à 1995 opte pour l'appellation des Capitols du Wisconsin. Au fil de ces onze saisons, un total de douze joueurs ayant évolué avec les Caps se verront plus tard être réclamé par un club de la Ligue nationale de hockey, dont le triple vainqueur de la Coupe Stanley Brian Rafalski.
Le 26 novembre 2013, le regroupement Madtown Hockey, LLC. composé d'homme d'affaires de la région dont le joueur professionnel Ryan Suter, annonce la venue d'une franchise de la USHL. L'équipe porte le nom des Capitols à nouveau et entre en activité officiellement à l'automne 2014.